# Web Summit
Web Summit (рус. Веб-саммит)— одна из крупнейших в мире ежегодная IT-конференция. Основана тематика — информационные технологии, стартапы в сфере IT, финтех, e-commerce, машинное обучение, искусственный интеллект, технологии передачи данных, интернет вещей, big data, применение информационных технологий в сфере образования, медицины, развлечений, медиа, аналитики.
В саммитах участвуют как руководители компаний из списка Fortune 500, так руководители и разработчики небольших технологических компаний, которые представляют всю мировую индустрию высоких технологий и смежных отраслей.
Web Summit проводит события по всему миру, включая Founders, RISE в Гонконге, Collision в Новом Орлеане, SURGE в Бангалоре и MoneyConf в Мадриде.

## История

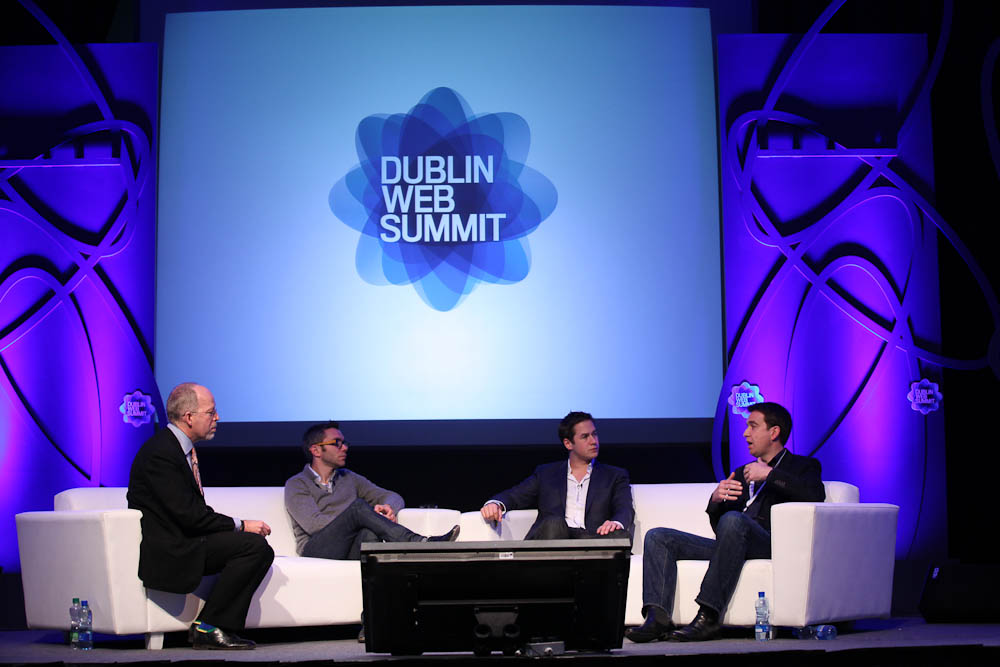
Веб-Саммит 2011. Дублин

Первый Web Summit прошёл в 2009 году в Дублине, на нём собрались технологи, блогеры, журналисты.
В 2010 году мероприятие собрало более 400 человек из местного технологического сообщества, среди выступающих были в основном местные предприниматели, бизнесмены и инвесторы.
В 2011 году мероприятие увеличилось втрое и переехало в Королевское общество Дублина. Среди выступавших были Чад Херли, Джек Дорси и Мэтт Малленвегом.

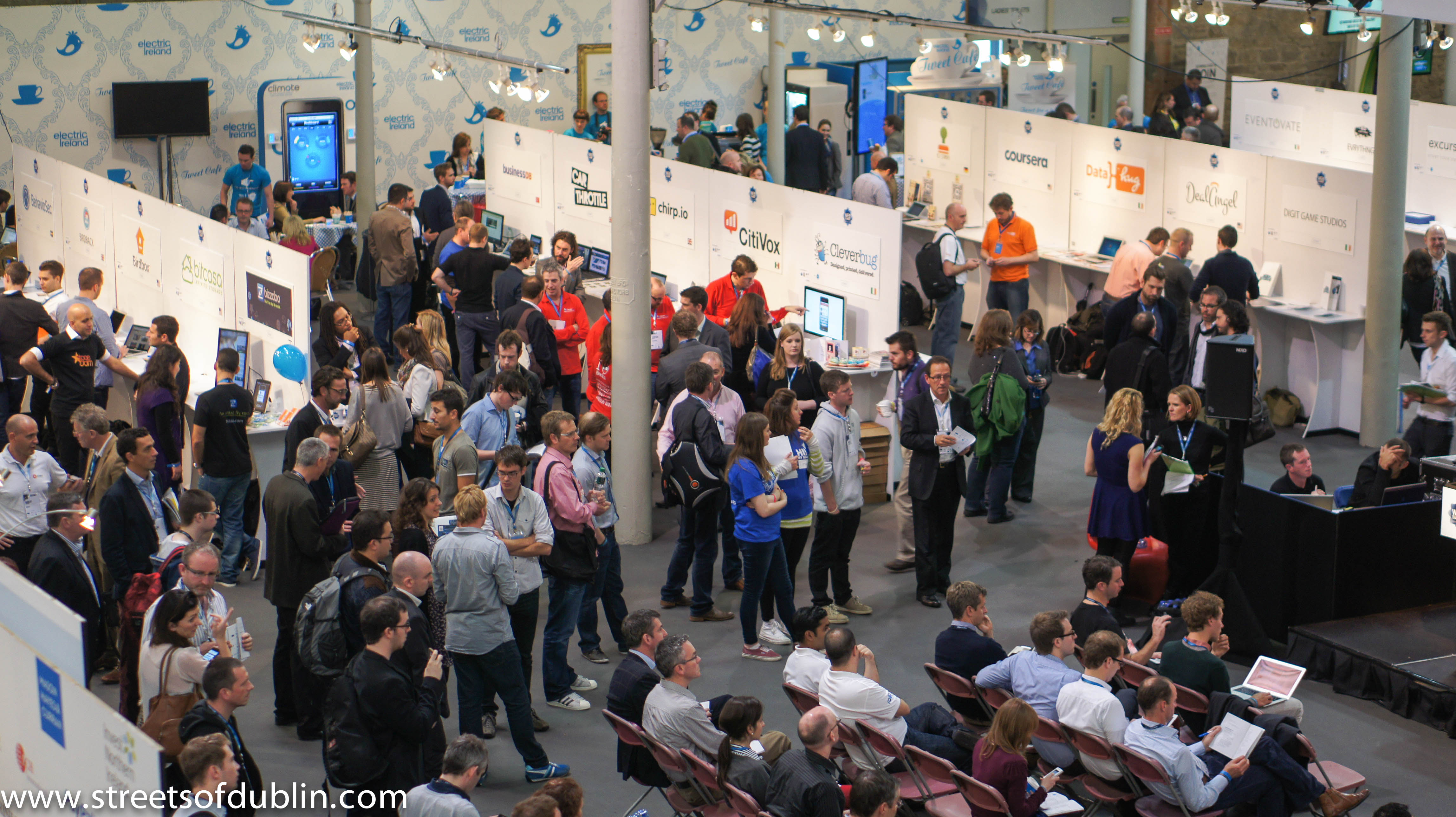
Веб-Саммит 2012. Дублин

 В 2012 году в мероприятии приняли участие порядка 4200 человек.
Примерно 40 % из них представляли ирландские компании и базирующихся в Ирландии представители европейских высокотехнологичных компаний, около 60 % участников представляли компании из Европы.
На мероприятии выступили Тим Армстронг, Ваэль гоним, и Аркадий Волож.

Ряд компаний из разных стран мира в рамках мероприятия представляли и объявляли о запуске новых продуктов запустила новые продукты или объявляли их в рамках мероприятия. 

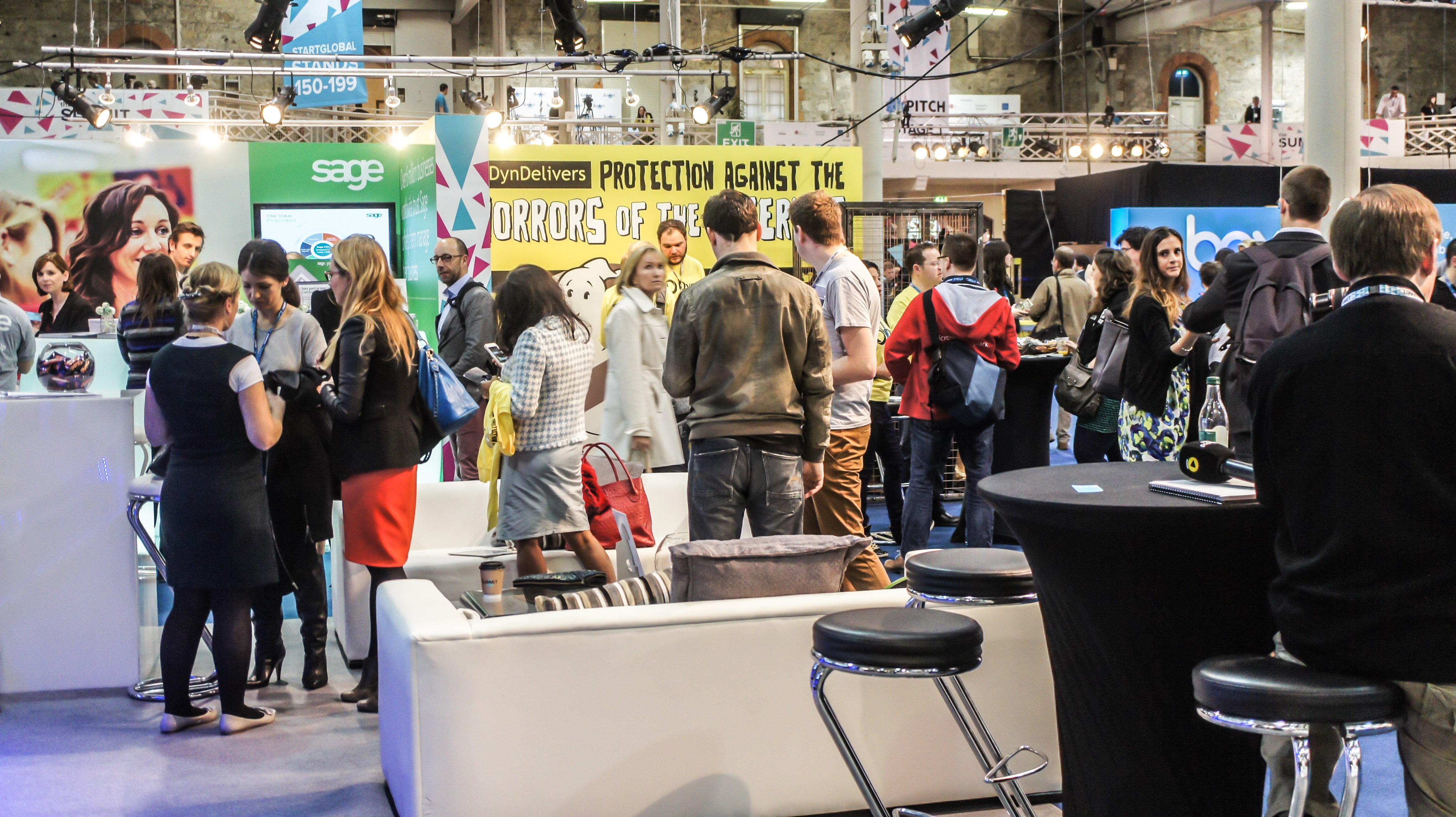
Веб-Саммит 2013

В 2013 году в саммите приняли участие более 10 000 из разных стран мира. Среди выступающих были Илон Маск, Шейн Смит, Тони Хоук, Дрю Хьюстон, и Никлас Зеннстром.
В 2013 году организаторы расширили ряд параллельных мероприятий в рамках саммита, в том числе в ночное время саммита, когда после закрытия мероприятия для участников играли музыканты со всего мира, и два дня подряд подавались изысканные блюда Ирландской кухни.

Премьер-министр Ирландии, Энда Кенни с Веб-саммита открыл рынок Nasdaq, впервые за пределами Нью-Йорка рынок открывался на IPO с Facebook. 

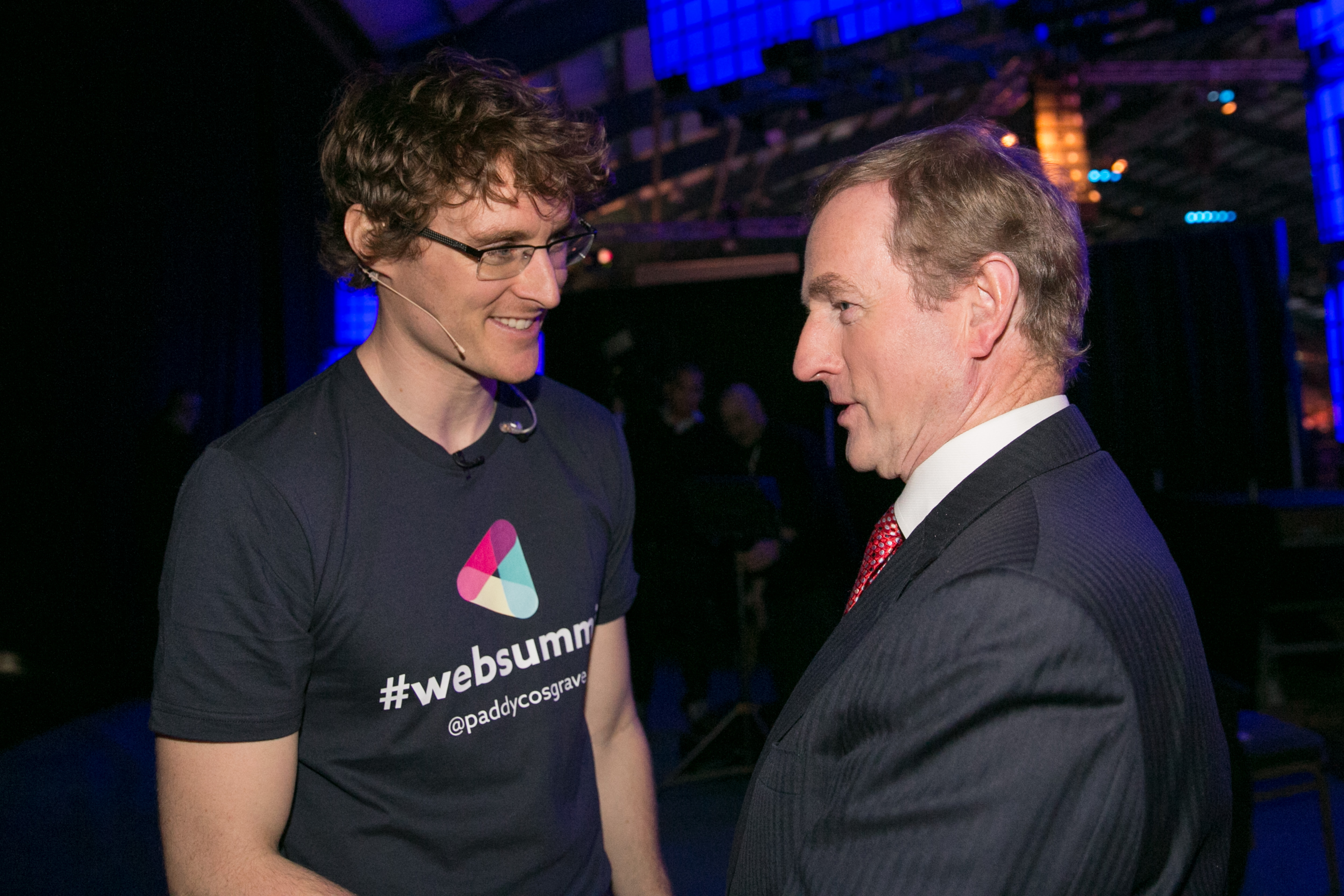
Пэдди Косгрэйв и премьер-министром Ирландии Эна Кенни на Веб-Саммите 2014

Мероприятие подробно освещали в международных СМИ, среди которых Bloomberg Television, CNN, The Wall Street Journal, Wired.
Web Summit 2014 проходил в течение трех дней и состоял из девяти этапов и встреч на высшем уровне. Среди выступающих были Ева Лонгория, Питер Тиль и вокалист U-2 Боно. За три дня саммит собрал порядка 22000 человек из 109 стран.
В первый день были проблемы с беспроводной сетью: основатель веб-саммита Пэдди Косгрэйв вышел на сцену дважды, чтобы извиниться за проблемы с подключением Wi-Fi, которые возникли из-за беспрецедентной плотности участников. Некоторые участники рассказали о проблемах с беспроводной связью в социальных сетях.

О проведении саммита рассказали ряд международных СМИ, включая телекомпании CNBC, CNN, Fox Business, Блумберг, Скай Ньюс, Аль-Джазира BBC. 

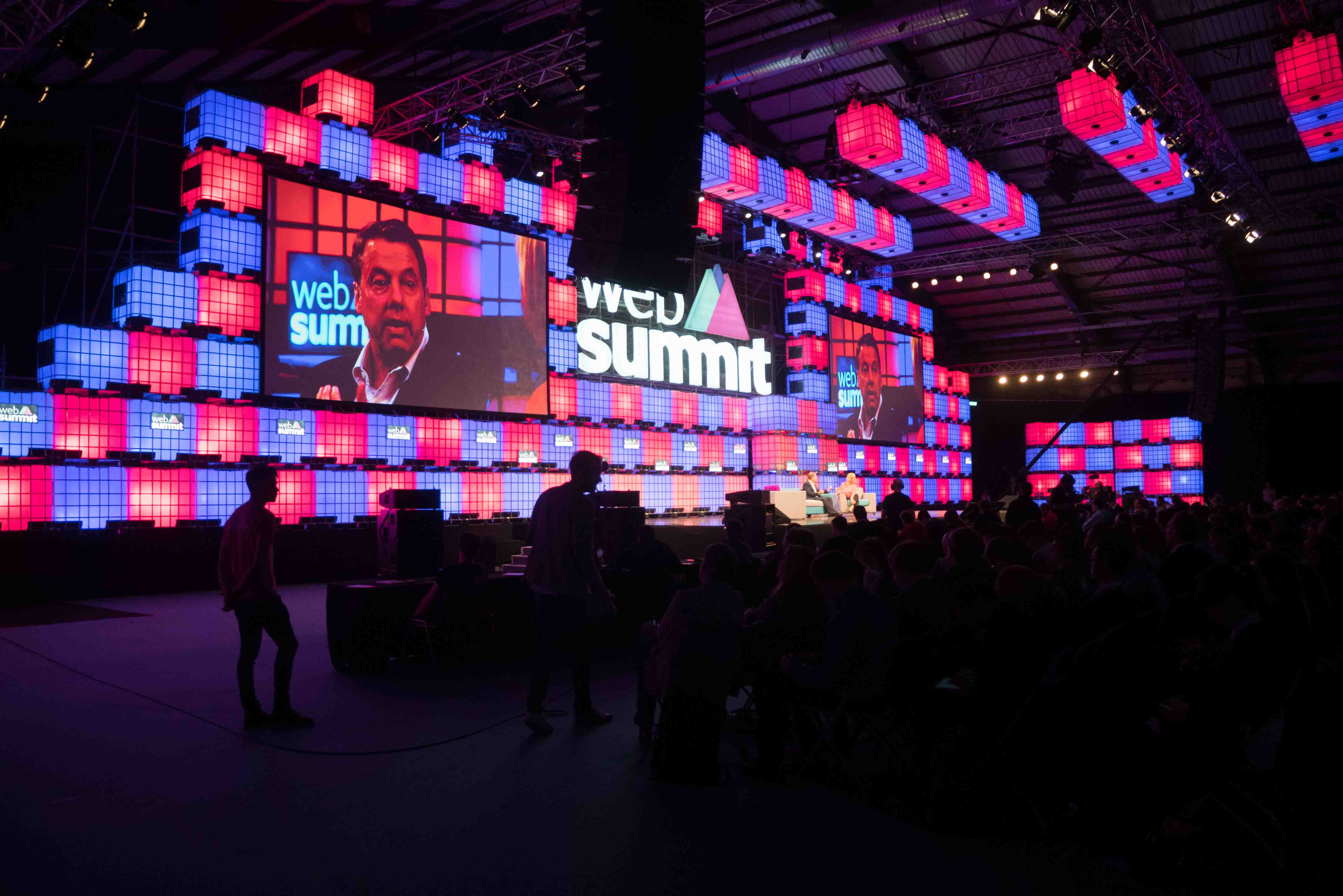
Веб-Саммит 2015

Web Summit 2015 прошёл с 3 ноября до 5 ноября на RDS в Дублине. Более 42 000 человек посетили мероприятие в течение трех дней посетили. Среди выступающих были Эд Катмул из Pixar, Майкл Делл, Билл Форд и Дэвид Фрум.
В 2015 году на мероприятии в6новь возникли с Wi-Fi, но в меньших масштабах, чем в 2014 году.
В 2015 году основатель и генеральный директор Web Summit Пэдди Косгрэйв объявил о том, что с 2016 года веб-саммит будет проводиться в Лиссабоне.
После объявления о переносе веб-саммита 2016 в Лиссабон, несколько ирландских журналистов предполагали, что одним из основных факторов, определившем переезд мероприятия в Лиссабон, стало фиаско c WiFi.

Переезд Веб-саммита из Дублина в Лиссабон привёл к дискуссии в ирландских СМИ о недостаточности государственной поддержки мероприятия.

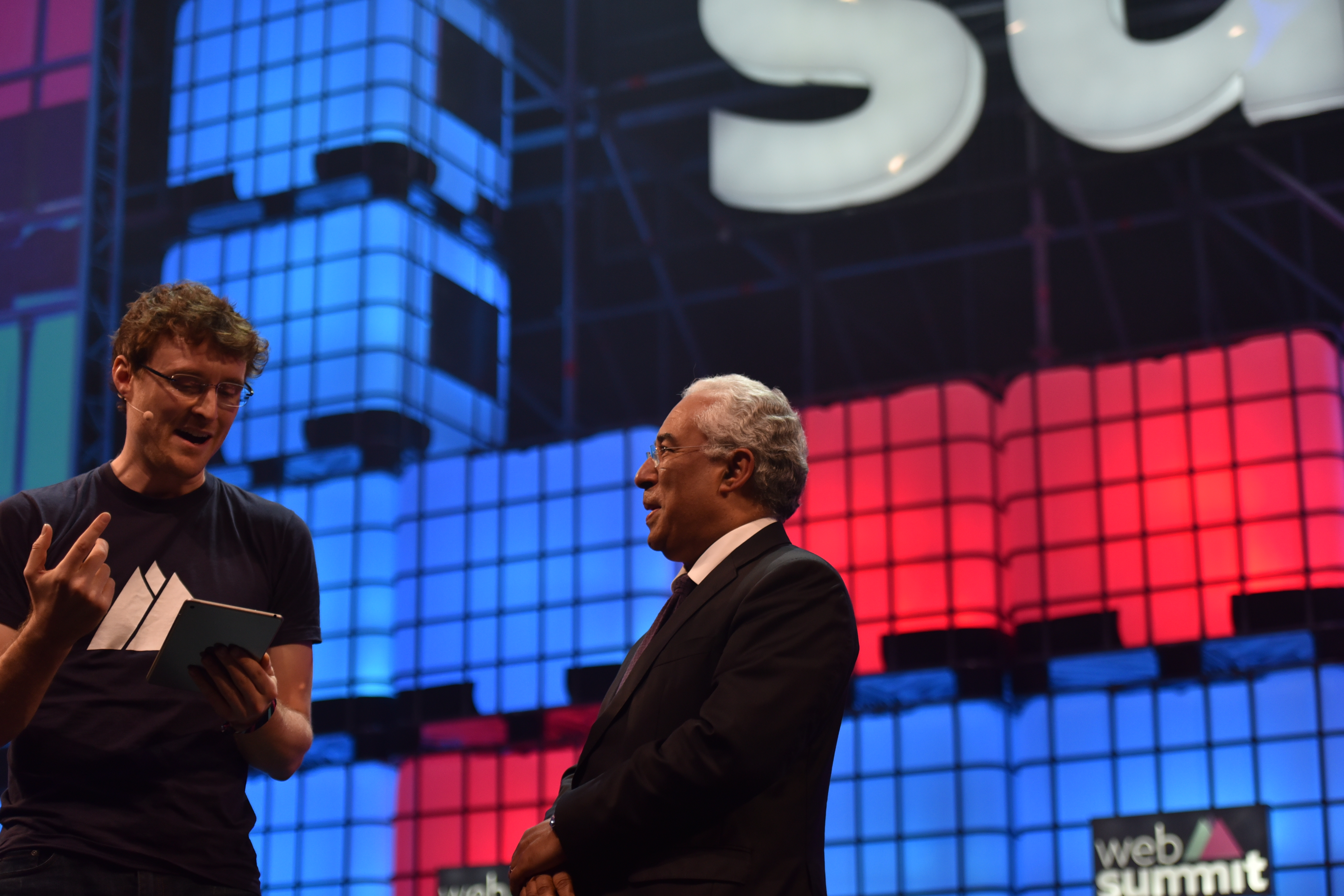
Пэдди Косгрэйв с премьер-министром Португалии Антониу Кошта на церемонии открытия Веб-Саммит 2016

В 2016 году Web Summit проходил в Лиссабоне на МЕО-арене (переименована в Алтис-Арена) 7-10 ноября.
Сайт Экспо '98 рассказывал о том, что Веб-саммит посетили порядка 53 000 участников из более чем 150 стран мира, которые представили более 1500 стартапов по 21 направлению.
На мероприятии выступили более 600 топ-менеджеров со всего мира, в том числе Джон Чемберс из Cisco, технический директор Facebook Майк Шрепфер, основатель Теслы Илон Маск и основатель Твиттера Джек Дорси. Спикерами были известные деятели из нетехнических областей, среди которых были фронтмен группы U2 Боно, Салил Шетти из Amnesty International, главный редактор Cosmopolitan Джоана Коулз, футболист Луиш Фигу. В открытии участвовали президент Португалии Марсело Ребело де Соуза и премьер-министр Антониу Кошта.
С 2016 года Веб-саммит проходит на Алтис-Арене в Лиссабоне.